# زیرواحد ۳۰اس ریبوزوم پروکاریوتی

ساختار اتمی زیرواحد ۳۰اِس از باکتری ترموس ترموفیلوس. پروتئین‌ها به رنگ آبی و تک‌رشتهٔ آران‌ای، به‌رنگ نارنجی نشان داده شده‌اند.

زیرواحد کوچک ریبوزوم پروکاریوتی یا زیرواحد ۳۰اِس (به انگلیسی: Prokaryotic small ribosomal subunit) زیرواحد کوچک‌تر ریبوزوم ۷۰اِس است که در پروکاریوت‌ها یافت می‌شود. این زیرواحد، مجموعه‌ای از آران‌ای ریبوزومی (rRNA) ۱۶اِس و ۱۹ پروتئین است. این مجموعه، در اتصال آران‌ای حامل (tRNA) به آران‌ای پیام‌رسان (mRNA) نقش دارد. زیرواحد کوچک، مسئول اتصال و خواندن mRNA در طول ترجمه است. این زیرواحد، همراه rRNA و پروتئین‌های خود، با زیرواحد بزرگ ۵۰اِس، کمپلکس می‌شوند تا ریبوزوم پروکاریوتی کامل ۷۰اِس را در سلول‌های پروکاریوتی تشکیل دهند. ریبوزوم ۷۰اِس، سپس برای ترجمهٔ mRNA به پروتئین استفاده می‌شود. زیرواحد ۳۰اِس، بخشی جدایی‌ناپذیر از ترجمه mRNA است که سه فاکتور شروع پروکاریوتی IF-1، IF-2 و IF-3 را به یکدیگر، متصل می‌کند.

## ساختار
زیرواحد کوچک ریبوزومی، از آران‌ای ریبوزومی ۱۶اِس و ۱۹ پروتئین کامل تشکیل شده‌است. همچنین یک زنجیره پلی‌پپتیدی وجود دارد که از ۲۶ آمینو اسید تشکیل شده‌است. به‌طور معمول، rRNA با "H#" برچسب‌گذاری می‌شود تا عدد مارپیچ را در تصاویر، با وضوح بالا نشان دهد. پروتئین‌ها با علامت "S#" مشخص می‌شوند که پپتیدهای مختلف درگیر در تثبیت rRNA هستند. اِس۱۱ و اِچ۴۵، در نزدیکی محل اتصال Shine-Dalgarno قرار دارند که همچنین نزدیک محل اتصال IF-3 است. پروتئین‌های اِس۳، اِس۴، اِس۵ و اِس۱۲ به همراه اِچ۱۸، در نزدیکی کانالی قرار دارند که mRNA در زیرواحد ۳۰اِس حضور دارد.

## مهار
زیرواحد ۳۰اِس، هدف آنتی‌بیوتیک‌هایی مانند تتراسایکلین و جنتامایسین است. این آنتی‌بیوتیک‌ها به‌طور خاص، ریبوزوم‌های پروکاریوتی را هدف قرار می‌دهند، از این رو در درمان عفونت‌های باکتریایی در یوکاریوت‌ها مفید هستند. تتراسایکلین با اِچ۲۷ در زیرواحد کوچک و همچنین اتصال به A-site در زیر واحد بزرگ تعامل دارد. پورومایسین یک مهارکنندهٔ ترجمهٔ ریبوزومی است. پاکتامایسین، اتصال را در ناحیهٔ اتصال شاین-دالگارنو در زیرواحد کوچک، قطع می‌کند و در نتیجه، فعالیت را مختل می‌کند. هیگرومایسین بی همچنین با اِچ۴۴ تعامل می‌کند و حرکت و جابه‌جایی را که در طول بیوسنتز پروتئین ضروری است، مهار می‌کند.